# The Victors
The Victors is een Britse oorlogsfilm uit 1963, geschreven, geproduceerd en geregisseerd door Carl Foreman. De film volgt een groep Amerikaanse soldaten in de Europese campagnes tijdens de Tweede Wereldoorlog, van Groot-Brittannië over Italië en Frankrijk tot in Berlijn. Hij is gebaseerd op een bundel korte verhalen van de Britse schrijver Alexander Baron, gebaseerd op diens eigen oorlogservaringen, maar de oorspronkelijk Britse personages werden vervangen door Amerikaanse om het Amerikaanse filmpubliek aan te trekken. Foreman stelde met de film de futiliteit van de oorlog aan de kaak; aan het einde zijn er geen winnaars maar uitsluitend overlevenden.
Voor dit breed opgezette filmepos van bijna drie uur werd een internationale sterrenbezetting bijeengebracht. De jonge Peter Fonda werd genomineerd voor een Golden Globe als meestbelovende nieuweling.
De Britse documentairefilmer Denis Mitchell maakte tijdens de vijf weken durende locatie-opnames in een Italiaans stadje de tv-documentaire The Intruders (De Indringers) over de impact van de filmcrew op het leven in het dorp.

## Rolbezetting
| Acteur             | Personage         |
| ------------------ | ----------------- |
| George Peppard     | Cpl. Chase        |
| Romy Schneider     | Regine            |
| George Hamilton    | Sgt. Trower       |
| Albert Finney      | Russische soldaat |
| Melina Mercouri    | Magda             |
| Eli Wallach        | Sgt. Craig        |
| Rosanna Schiaffino | Maria             |
| Elke Sommer        | Helga             |
| Maurice Ronet      | Franse luitenant  |
| Jeanne Moreau      | Française         |
| Vince Edwards      | Baker             |
| Senta Berger       | Trudi             |
| Michael Callan     | Eldridge          |
| James Mitchum      | soldaat Grogan    |
| Peter Fonda        | soldaat Weaver    |